# Großer Preis von Großbritannien 1989
Der Große Preis von Großbritannien 1989 (offiziell XLII Shell British Grand Prix) fand am 16. Juli auf dem Silverstone Circuit in Silverstone statt und war das achte Rennen der Formel-1-Weltmeisterschaft 1989.

## Berichte

### Hintergrund
Zur Saisonmitte wurde festgelegt, welche Teams für den Rest des Jahres garantierte Trainingsplätze erhielten und welche zur Vorqualifikation antreten mussten. Da bei AGS, Osella, Coloni, Zakspeed und EuroBrun keine positiven Tendenzen erkennbar waren, standen diese Rennställe mehr oder weniger fest als Teams, die auch weiterhin die Hürde der Vorqualifikation zu meistern hatten. Für Brabham, BMS, Onyx und Rial hingegen standen vor dem Rennen in Silverstone die Aufstiegschancen gut, während Larrousse und Minardi sowie im ungünstigsten Fall sogar Ligier und Lotus fürchten mussten, fortan mit zumindest einem der beiden Wagen zu den Vorqualifikanten zu zählen.
Derek Warwick kehrte ins Arrows-Team zurück, womit der Grand-Prix-Einsatz von Martin Donnelly zunächst auf nur ein Rennen beschränkt blieb. Bei AGS wurde Joachim Winkelhock durch den von Larrousse entlassenen Yannick Dalmas ersetzt. Winkelhocks Formel-1-Karriere endete somit nach sieben Grand-Prix-Wochenenden ohne eine einzige Qualifikations- und Rennteilnahme, da er stets an der Vorqualifikation gescheitert war.
Mit Nigel Mansell und Alain Prost (jeweils zweimal) traten zwei ehemalige Sieger zu diesem Grand Prix an.

### Training
Erneut wurde die Qualifikation von den beiden McLaren-Piloten dominiert, wobei Ayrton Senna im Gegensatz zum Großen Preis von Frankreich am Wochenende zuvor die Pole-Position vor Prost erzielte. Die beiden Ferrari-Fahrer Mansell und Gerhard Berger qualifizierten sich für die zweite Reihe vor Riccardo Patrese und Maurício Gugelmin.

### Rennen
Prost gelangte nach einem gegenüber Senna besseren Start kurz in Führung. Der Brasilianer konterte jedoch bereits in der ersten Kurve erfolgreich.
Gugelmin und Nicola Larini mussten das Rennen aus der Boxengasse aufnehmen. Insbesondere Larini erreichte dadurch mit deutlichem Rückstand hinter dem restlichen Feld die Woodcote-Kurve, in der im selben Augenblick FISA-Präsident Jean-Marie Balestre zu Fuß die Strecke überquerte, was streng verboten war. Larini konnte dem Franzosen, der ansonsten stets darauf drängte, dass alle Sicherheitsvorkehrungen eingehalten wurden, knapp ausweichen.
Nach einem Dreher in der zwölften Runde schied Senna aus und musste dadurch Prost die Führung vor Mansell und Boutsen überlassen. Da der Belgier aufgrund eines Reifenschadens zurückfiel, konnte Nelson Piquet für einige Runden den dritten Rang einnehmen, bevor er neun Umläufe vor dem Ende des Rennens durch Alessandro Nannini von dieser Position verdrängt wurde. Hinter Piquet belegten die beiden Minardi-Piloten Pierluigi Martini und Luis Pérez-Sala die ungewohnten Plätze fünf und sechs. Mit den drei dadurch erzielten WM-Punkten konnte sich das Team im Kampf um die garantierten Trainingsplätze gegen Onyx durchsetzen.

## Meldeliste
| Team                            | Nr. | Fahrer                | Chassis         | Motor                    | Reifen |
| ------------------------------- | --- | --------------------- | --------------- | ------------------------ | ------ |
| Honda Marlboro McLaren          | 01  | Ayrton Senna          | McLaren MP4/5   | Honda RA109E 3.5 V10     | G      |
| Honda Marlboro McLaren          | 02  | Alain Prost           | McLaren MP4/5   | Honda RA109E 3.5 V10     | G      |
| Tyrrell Racing Organisation     | 03  | Jonathan Palmer       | Tyrrell 018     | Ford Cosworth DFR 3.5 V8 | G      |
| Tyrrell Racing Organisation     | 04  | Jean Alesi            | Tyrrell 018     | Ford Cosworth DFR 3.5 V8 | G      |
| Canon Williams Team             | 05  | Thierry Boutsen       | Williams FW12C  | Renault RS1 3.5 V10      | G      |
| Canon Williams Team             | 06  | Riccardo Patrese      | Williams FW12C  | Renault RS1 3.5 V10      | G      |
| Motor Racing Developments       | 07  | Martin Brundle        | Brabham BT58    | Judd EV 3.5 V8           | P      |
| Motor Racing Developments       | 08  | Stefano Modena        | Brabham BT58    | Judd EV 3.5 V8           | P      |
| Arrows Grand Prix International | 09  | Derek Warwick         | Arrows A11      | Ford Cosworth DFR 3.5 V8 | G      |
| Arrows Grand Prix International | 10  | Eddie Cheever         | Arrows A11      | Ford Cosworth DFR 3.5 V8 | G      |
| Camel Team Lotus                | 11  | Nelson Piquet         | Lotus 101       | Judd CV 3.5 V8           | G      |
| Camel Team Lotus                | 12  | Satoru Nakajima       | Lotus 101       | Judd CV 3.5 V8           | G      |
| Leyton House March Racing Team  | 15  | Maurício Gugelmin     | March CG891     | Judd CV 3.5 V8           | G      |
| Leyton House March Racing Team  | 16  | Ivan Capelli          | March CG891     | Judd CV 3.5 V8           | G      |
| Osella Squadra Corse            | 17  | Nicola Larini         | Osella FA1M     | Ford Cosworth DFR 3.5 V8 | P      |
| Osella Squadra Corse            | 18  | Piercarlo Ghinzani    | Osella FA1M     | Ford Cosworth DFR 3.5 V8 | P      |
| Benetton Formula Ltd            | 19  | Alessandro Nannini    | Benetton B189   | Ford Cosworth DFR 3.5 V8 | G      |
| Benetton Formula Ltd            | 20  | Emanuele Pirro        | Benetton B188   | Ford Cosworth DFR 3.5 V8 | G      |
| BMS Scuderia Italia             | 21  | Alex Caffi            | Dallara BMS 189 | Ford Cosworth DFR 3.5 V8 | P      |
| BMS Scuderia Italia             | 22  | Andrea de Cesaris     | Dallara BMS 189 | Ford Cosworth DFR 3.5 V8 | P      |
| Minardi Team SpA                | 23  | Pierluigi Martini     | Minardi M189    | Ford Cosworth DFR 3.5 V8 | P      |
| Minardi Team SpA                | 24  | Luis Pérez-Sala       | Minardi M189    | Ford Cosworth DFR 3.5 V8 | P      |
| Ligier Loto                     | 25  | René Arnoux           | Ligier JS33     | Ford Cosworth DFR 3.5 V8 | G      |
| Ligier Loto                     | 26  | Olivier Grouillard    | Ligier JS33     | Ford Cosworth DFR 3.5 V8 | G      |
| Scuderia Ferrari SpA SEFAC      | 27  | Nigel Mansell         | Ferrari 640     | Ferrari 035/5 3.5 V12    | G      |
| Scuderia Ferrari SpA SEFAC      | 28  | Gerhard Berger        | Ferrari 640     | Ferrari 035/5 3.5 V12    | G      |
| Équipe Larrousse                | 29  | Éric Bernard          | Lola LC89       | Lamborghini 3512 3.5 V12 | G      |
| Équipe Larrousse                | 30  | Philippe Alliot       | Lola LC89       | Lamborghini 3512 3.5 V12 | G      |
| Coloni SpA                      | 31  | Roberto Moreno        | Coloni FC189    | Ford Cosworth DFR 3.5 V8 | P      |
| Coloni SpA                      | 32  | Pierre-Henri Raphanel | Coloni FC189    | Ford Cosworth DFR 3.5 V8 | P      |
| EuroBrun Racing                 | 33  | Gregor Foitek         | EuroBrun ER188B | Judd CV 3.5 V8           | P      |
| West Zakspeed Racing            | 34  | Bernd Schneider       | Zakspeed 891    | Yamaha OX88 3.5 V8       | P      |
| West Zakspeed Racing            | 35  | Aguri Suzuki          | Zakspeed 891    | Yamaha OX88 3.5 V8       | P      |
| Moneytron Onyx Formula One      | 36  | Stefan Johansson      | Onyx ORE-1      | Ford Cosworth DFR 3.5 V8 | G      |
| Moneytron Onyx Formula One      | 37  | Bertrand Gachot       | Onyx ORE-1      | Ford Cosworth DFR 3.5 V8 | G      |
| Rial Racing                     | 38  | Christian Danner      | Rial ARC2       | Ford Cosworth DFR 3.5 V8 | G      |
| Rial Racing                     | 39  | Volker Weidler        | Rial ARC2       | Ford Cosworth DFR 3.5 V8 | G      |
| AGS Racing                      | 40  | Gabriele Tarquini     | AGS JH23B       | Ford Cosworth DFR 3.5 V8 | G      |
| AGS Racing                      | 41  | Yannick Dalmas        | AGS JH23B       | Ford Cosworth DFR 3.5 V8 | G      |

## Klassifikationen

### Qualifying
| Pos. | Fahrer                | Konstrukteur     | Vorqualifikation | Vorqualifikation  | 1. Qualifikationstraining | 1. Qualifikationstraining | 2. Qualifikationstraining | 2. Qualifikationstraining | Start |
| Pos. | Fahrer                | Konstrukteur     | Zeit             | Ø-Geschwindigkeit | Zeit                      | Ø-Geschwindigkeit         | Zeit                      | Ø-Geschwindigkeit         | Start |
| ---- | --------------------- | ---------------- | ---------------- | ----------------- | ------------------------- | ------------------------- | ------------------------- | ------------------------- | ----- |
| 01   | Ayrton Senna          | McLaren-Honda    | –                | –                 | 1:09,124                  | 248,840 km/h              | 1:09,099                  | 248,930 km/h              | 01    |
| 02   | Alain Prost           | McLaren-Honda    | –                | –                 | 1:10,156                  | 245,179 km/h              | 1:09,266                  | 248,330 km/h              | 02    |
| 03   | Nigel Mansell         | Ferrari          | –                | –                 | 1:09,488                  | 247,536 km/h              | 1:10,279                  | 244,750 km/h              | 03    |
| 04   | Gerhard Berger        | Ferrari          | –                | –                 | 1:09,855                  | 246,236 km/h              | 1:10,130                  | 245,270 km/h              | 04    |
| 05   | Riccardo Patrese      | Williams-Renault | –                | –                 | 1:09,865                  | 246,201 km/h              | 1:09,963                  | 245,856 km/h              | 05    |
| 06   | Maurício Gugelmin     | March-Judd       | –                | –                 | 1:10,336                  | 244,552 km/h              | 1:12,665                  | 236,714 km/h              | 06    |
| 07   | Thierry Boutsen       | Williams-Renault | –                | –                 | 1:10,376                  | 244,413 km/h              | 1:10,771                  | 243,049 km/h              | 07    |
| 08   | Ivan Capelli          | March-Judd       | –                | –                 | 1:10,650                  | 243,465 km/h              | 1:11,544                  | 240,423 km/h              | 08    |
| 09   | Alessandro Nannini    | Benetton-Ford    | –                | –                 | 1:11,034                  | 242,149 km/h              | 1:10,798                  | 242,956 km/h              | 09    |
| 10   | Nelson Piquet         | Lotus-Judd       | –                | –                 | 1:11,589                  | 240,272 km/h              | 1:10,925                  | 242,521 km/h              | 10    |
| 11   | Pierluigi Martini     | Minardi-Ford     | –                | –                 | 1:11,368                  | 241,016 km/h              | 1:11,582                  | 240,295 km/h              | 11    |
| 12   | Philippe Alliot       | Lola-Lamborghini | –                | –                 | 1:11,541                  | 240,433 km/h              | 1:12,408                  | 237,554 km/h              | 12    |
| 13   | Éric Bernard          | Lola-Lamborghini | –                | –                 | 1:12,193                  | 238,261 km/h              | 1:11,687                  | 239,943 km/h              | 13    |
| 14   | Stefano Modena        | Brabham-Judd     | 1:11,809         | 239,535 km/h      | 1:12,262                  | 238,034 km/h              | 1:11,755                  | 239,716 km/h              | 14    |
| 15   | Luis Pérez-Sala       | Minardi-Ford     | –                | –                 | 1:11,955                  | 239,049 km/h              | 1:11,826                  | 239,479 km/h              | 15    |
| 16   | Satoru Nakajima       | Lotus-Judd       | –                | –                 | 1:12,326                  | 237,823 km/h              | 1:11,960                  | 239,033 km/h              | 16    |
| 17   | Nicola Larini         | Osella-Ford      | 1:11,766         | 239,679 km/h      | 1:12,061                  | 238,698 km/h              | 1:12,395                  | 237,597 km/h              | 17    |
| 18   | Jonathan Palmer       | Tyrrell-Ford     | –                | –                 | 1:12,070                  | 238,668 km/h              | 1:12,157                  | 238,380 km/h              | 18    |
| 19   | Derek Warwick         | Arrows-Ford      | –                | –                 | 1:12,295                  | 237,925 km/h              | 1:12,208                  | 238,212 km/h              | 19    |
| 20   | Martin Brundle        | Brabham-Judd     | 1:12,021         | 238,830 km/h      | 1:12,616                  | 236,873 km/h              | 1:12,327                  | 237,820 km/h              | 20    |
| 21   | Bertrand Gachot       | Onyx-Ford        | 1:11,506         | 240,550 km/h      | 1:12,329                  | 237,813 km/h              | 1:12,928                  | 235,860 km/h              | 21    |
| 22   | Jean Alesi            | Tyrrell-Ford     | –                | –                 | 1:12,994                  | 235,647 km/h              | 1:12,341                  | 237,774 km/h              | 22    |
| 23   | Roberto Moreno        | Coloni-Ford      | –                | –                 | 1:12,680                  | 236,665 km/h              | 1:12,412                  | 237,541 km/h              | 23    |
| 24   | Olivier Grouillard    | Ligier-Ford      | –                | –                 | 1:12,853                  | 236,103 km/h              | 1:12,605                  | 236,909 km/h              | 24    |
| 25   | Andrea de Cesaris     | Dallara-Ford     | –                | –                 | 1:13,335                  | 234,551 km/h              | 1:12,904                  | 235,938 km/h              | 25    |
| 26   | Emanuele Pirro        | Benetton-Ford    | –                | –                 | 1:13,233                  | 234,878 km/h              | 1:13,148                  | 235,151 km/h              | 26    |
| DNQ  | René Arnoux           | Ligier-Ford      | –                | –                 | 1:13,240                  | 234,855 km/h              | 1:13,550                  | 233,865 km/h              | –     |
| DNQ  | Eddie Cheever         | Arrows-Ford      | –                | –                 | 1:13,655                  | 233,532 km/h              | 1:13,386                  | 234,388 km/h              | –     |
| DNQ  | Gabriele Tarquini     | AGS-Ford         | –                | –                 | 1:13,496                  | 234,037 km/h              | 1:13,997                  | 232,453 km/h              | –     |
| DNQ  | Christian Danner      | Rial-Ford        | –                | –                 | 1:15,387                  | 228,167 km/h              | 1:15,394                  | 228,145 km/h              | –     |
| DNPQ | Stefan Johansson      | Onyx-Ford        | 1:12,248         | 238,080 km/h      | –                         | –                         | –                         | –                         | –     |
| DNPQ | Alex Caffi            | Dallara-Ford     | 1:12,501         | 237,249 km/h      | –                         | –                         | –                         | –                         | –     |
| DNPQ | Gregor Foitek         | EuroBrun-Judd    | 1:13,128         | 235,215 km/h      | –                         | –                         | –                         | –                         | –     |
| DNPQ | Piercarlo Ghinzani    | Osella-Ford      | 1:13,429         | 234,251 km/h      | –                         | –                         | –                         | –                         | –     |
| DNPQ | Yannick Dalmas        | AGS-Ford         | 1:13,720         | 233,326 km/h      | –                         | –                         | –                         | –                         | –     |
| DNPQ | Bernd Schneider       | Zakspeed-Yamaha  | 1:14,124         | 232,054 km/h      | –                         | –                         | –                         | –                         | –     |
| DNPQ | Pierre-Henri Raphanel | Coloni-Ford      | 1:14,206         | 231,798 km/h      | –                         | –                         | –                         | –                         | –     |
| DNPQ | Aguri Suzuki          | Zakspeed-Yamaha  | 1:14,266         | 231,611 km/h      | –                         | –                         | –                         | –                         | –     |
| DNPQ | Volker Weidler        | Rial-Ford        | 1:15,096         | 229,051 km/h      | –                         | –                         | –                         | –                         | –     |

### Rennen
| Pos. | Fahrer             | Konstrukteur     | Runden | Stopps | Zeit        | Start | Schnellste Runde |
| ---- | ------------------ | ---------------- | ------ | ------ | ----------- | ----- | ---------------- |
| 01   | Alain Prost        | McLaren-Honda    | 64     | 1      | 1:19:22,131 | 02    | 1:12,193         |
| 02   | Nigel Mansell      | Ferrari          | 64     | 1      | + 19,369    | 03    | 1:12,017         |
| 03   | Alessandro Nannini | Benetton-Ford    | 64     | 0      | + 48,019    | 09    | 1:12,397         |
| 04   | Nelson Piquet      | Lotus-Judd       | 64     | 0      | + 1:06,735  | 10    | 1:13,565         |
| 05   | Pierluigi Martini  | Minardi-Ford     | 63     | 0      | + 1 Runde   | 11    | 1:14,388         |
| 06   | Luis Pérez-Sala    | Minardi-Ford     | 63     | 0      | + 1 Runde   | 15    | 1:14,492         |
| 07   | Olivier Grouillard | Ligier-Ford      | 63     | 0      | + 1 Runde   | 24    | 1:14,446         |
| 08   | Satoru Nakajima    | Lotus-Judd       | 63     | 0      | + 1 Runde   | 16    | 1:14,720         |
| 09   | Derek Warwick      | Arrows-Ford      | 62     | 0      | + 2 Runden  | 19    | 1:15,443         |
| 10   | Thierry Boutsen    | Williams-Renault | 62     | 0      | + 2 Runden  | 07    | 1:14,248         |
| 11   | Emanuele Pirro     | Benetton-Ford    | 62     | 0      | + 2 Runden  | 26    | 1:15,293         |
| 12   | Bertrand Gachot    | Onyx-Ford        | 62     | 0      | + 2 Runden  | 21    | 1:14,484         |
| –    | Maurício Gugelmin  | March-Judd       | 54     | 0      | DNF         | 06    | 1:13,735         |
| –    | Martin Brundle     | Brabham-Judd     | 49     | 0      | DNF         | 20    | 1:15,363         |
| –    | Gerhard Berger     | Ferrari          | 49     | 0      | DNF         | 04    | 1:13,477         |
| –    | Éric Bernard       | Lola-Lamborghini | 46     | 0      | DNF         | 13    | 1:16,264         |
| –    | Philippe Alliot    | Lola-Lamborghini | 39     | 0      | DNF         | 12    | 1:15,405         |
| –    | Jonathan Palmer    | Tyrrell-Ford     | 32     | 0      | DNF         | 18    | 1:15,931         |
| –    | Stefano Modena     | Brabham-Judd     | 31     | 0      | DNF         | 14    | 1:15,489         |
| –    | Jean Alesi         | Tyrrell-Ford     | 28     | 0      | DNF         | 22    | 1:15,519         |
| –    | Nicola Larini      | Osella-Ford      | 23     | 0      | DNF         | 17    | 1:16,901         |
| –    | Riccardo Patrese   | Williams-Renault | 19     | 0      | DNF         | 05    | 1:14,586         |
| –    | Ivan Capelli       | March-Judd       | 15     | 0      | DNF         | 08    | 1:14,224         |
| –    | Andrea de Cesaris  | Dallara-Ford     | 14     | 0      | DNF         | 25    | 1:18,076         |
| –    | Ayrton Senna       | McLaren-Honda    | 11     | 0      | DNF         | 01    | 1:13,737         |
| –    | Roberto Moreno     | Coloni-Ford      | 2      | 0      | DNF         | 23    | 1:20,498         |

## WM-Stände nach dem Rennen
Die ersten sechs des Rennens bekamen 9, 6, 4, 3, 2 bzw. 1 Punkt(e). In der Fahrerwertung wurden die besten elf Resultate, in der Konstrukteurswertung alle Resultate gewertet.

### Fahrerwertung
| Pos. | Fahrer             | Konstrukteur     | Punkte |
| ---- | ------------------ | ---------------- | ------ |
| 01   | Alain Prost        | McLaren-Honda    | 47     |
| 02   | Ayrton Senna       | McLaren-Honda    | 27     |
| 03   | Riccardo Patrese   | Williams-Renault | 22     |
| 04   | Nigel Mansell      | Ferrari          | 21     |
| 05   | Thierry Boutsen    | Williams-Renault | 13     |
| 06   | Alessandro Nannini | Benetton-Ford    | 12     |
| 07   | Michele Alboreto   | Tyrrell-Ford     | 6      |
| 08   | Nelson Piquet      | Lotus-Judd       | 6      |
| 09   | Johnny Herbert     | Benetton-Ford    | 5      |
| 10   | Eddie Cheever      | Arrows-Ford      | 4      |
| 11   | Derek Warwick      | Arrows-Ford      | 4      |
| 12   | Stefano Modena     | Brabham-Judd     | 4      |
| 13   | Maurício Gugelmin  | March-Judd       | 4      |
| 14   | Andrea de Cesaris  | Dallara-Ford     | 4      |
| 15   | Alex Caffi         | Dallara-Ford     | 4      |
| 16   | Christian Danner   | Rial-Ford        | 3      |
| 17   | Jean Alesi         | Tyrrell-Ford     | 3      |
| 18   | René Arnoux        | Ligier-Ford      | 2      |
| 19   | Stefan Johansson   | Onyx-Ford        | 2      |

| Pos. | Fahrer                | Konstrukteur     | Punkte |
| ---- | --------------------- | ---------------- | ------ |
| 20   | Pierluigi Martini     | Minardi-Ford     | 2      |
| 21   | Jonathan Palmer       | Tyrrell-Ford     | 1      |
| 22   | Martin Brundle        | Brabham-Judd     | 1      |
| 23   | Gabriele Tarquini     | AGS-Ford         | 1      |
| 24   | Olivier Grouillard    | Ligier-Ford      | 1      |
| 25   | Luis Pérez-Sala       | Minardi-Ford     | 1      |
| 26   | Satoru Nakajima       | Lotus-Judd       | 0      |
| 27   | Emanuele Pirro        | Benetton-Ford    | 0      |
| 28   | Ivan Capelli          | March-Judd       | 0      |
| 29   | Éric Bernard          | Lola-Lamborghini | 0      |
| 30   | Philippe Alliot       | Lola-Lamborghini | 0      |
| 31   | Bertrand Gachot       | Onyx-Ford        | 0      |
| 32   | Nicola Larini         | Osella-Ford      | 0      |
| 33   | Martin Donnelly       | Arrows-Ford      | 0      |
| –    | Roberto Moreno        | Coloni-Ford      | 0      |
| –    | Bernd Schneider       | Zakspeed-Yamaha  | 0      |
| –    | Gerhard Berger        | Ferrari          | 0      |
| –    | Pierre-Henri Raphanel | Coloni-Ford      | 0      |
| –    | Yannick Dalmas        | Lola-Lamborghini | 0      |

### Konstrukteurswertung
| Pos. | Konstrukteur     | Punkte |
| ---- | ---------------- | ------ |
| 01   | McLaren-Honda    | 74     |
| 02   | Williams-Renault | 35     |
| 03   | Ferrari          | 21     |
| 04   | Benetton-Ford    | 17     |
| 05   | Tyrrell-Ford     | 10     |
| 06   | Dallara-Ford     | 8      |
| 07   | Arrows-Ford      | 8      |
| 08   | Lotus-Judd       | 6      |
| 09   | Brabham-Judd     | 5      |
| 10   | March-Judd       | 4      |

| Pos. | Konstrukteur     | Punkte |
| ---- | ---------------- | ------ |
| 11   | Rial-Ford        | 3      |
| 12   | Ligier-Ford      | 3      |
| 13   | Minardi-Ford     | 3      |
| 14   | Onyx-Ford        | 2      |
| 15   | AGS-Ford         | 1      |
| 16   | Lola-Lamborghini | 0      |
| 17   | Osella-Ford      | 0      |
| –    | Zakspeed-Yamaha  | 0      |
| –    | Coloni-Ford      | 0      |